# Nicolas Mayer
Nicolas Mayer (* 6. Oktober 1990 in Saint-Étienne) ist ein ehemaliger französischer Skispringer.

## Werdegang
Mayer startet seit 2006 im Continental Cup. Zu Beginn der Weltcup-Saison 2008/09 rückte er in die französische Nationalmannschaft auf und erzielte am 14. Dezember 2008 in Pragelato mit einem 30. Platz seinen ersten Weltcup-Punkt. Sein bislang bestes Resultat erreichte er am 27. November 2011 in Kuusamo mit Rang 22 beim Springen von der Großschanze.
Bei den französischen Meisterschaften im März 2012 konnte er mit der Equipe Savoie 1 erstmals den Titel im Mannschaftswettbewerb gewinnen.

## Erfolge

### Weltcup-Platzierungen
| Saison  | Platz | Punkte |
| ------- | ----- | ------ |
| 2008/09 | 90.   | 01     |
| 2011/12 | 64.   | 11     |

### Grand-Prix-Platzierungen
| Saison | Platz | Punkte |
| ------ | ----- | ------ |
| 2012   | 28.   | 81     |